# 局限曲霉
局限曲霉（学名：Aspergillus restrictus）是属于散囊菌目发菌科曲霉属的一种真菌，可生长在谷物及其他干贮食品、土壤、织物及霉腐材料等基物上。该种分布于中国、英国、阿根廷、澳大利亚、巴西、缅甸、芬兰、法国、洪都拉斯、印度、日本、科威特、马来西亚、巴基斯坦、坦桑尼亚、美国等地。